# 赤星四郎

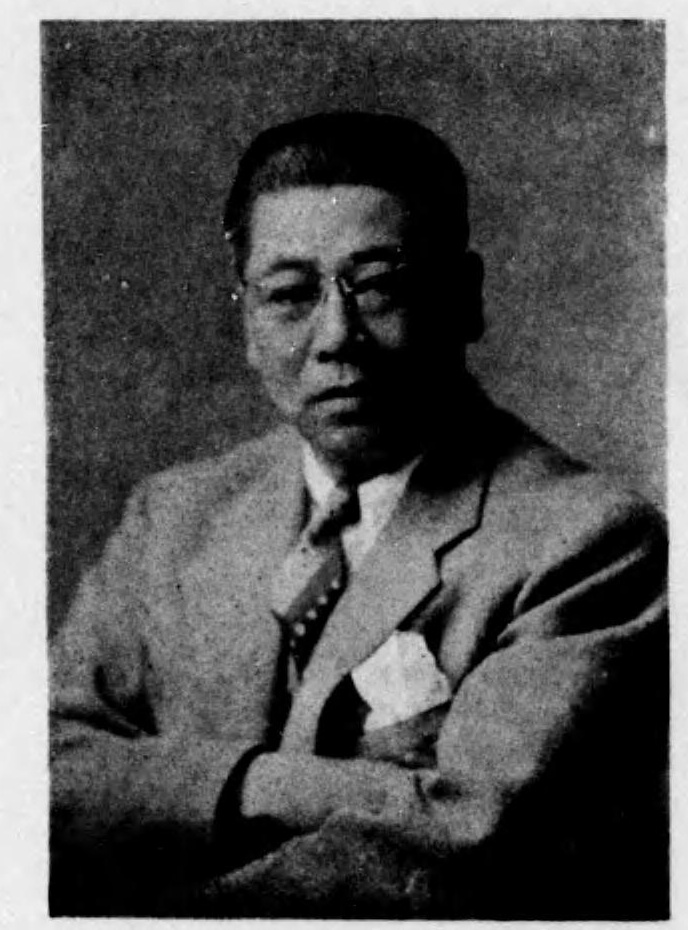
赤星四郎

赤星 四郎（あかぼし しろう、1895年5月2日 - 1971年5月5日）は、日本のゴルファー・ゴルフ場設計者。

## 来歴
1895年（明治28年）、東京鳥居坂で実業家・赤星弥之助の四男として生まれる。 実業家の赤星鉄馬は実兄、同じくゴルファーでゴルフ場設計者の赤星六郎は実弟。
麻布小学校・中学校を卒業後、1913年（大正2年）に渡米。ローレンスビル・スクールを経てペンシルベニア大学に入学。在学中はアメリカンフットボールの選手として活躍。1921年（大正10年）に帰国して志願して1年間の兵役（陸軍騎兵少尉）を勤めたのち、1923年（大正12年）にスタンダード・オイルに入社。一方でゴルフにも打ち込みコース設計理論も学んだ。翌年にはパインハーストで開催された「プリンス・オブ・ウェールズカップ」で優勝している。
1925年（大正14年）に退社したのち、弟の六郎とともに日本のプロおよびアマチュアゴルファーの育成・指導に努めた。また、1926年（大正15年）には日本アマチュアゴルフ選手権で優勝（2位は六郎）、1927年（昭和2年）に開催された第1回日本オープンゴルフ選手権では六郎が優勝する一方で自身も4位になっている。1928年(昭和3年)の日本アマでは2度目の優勝を飾った。
コース設計者としては藤田欽哉が設計し自身も関わった霞ヶ関カンツリー倶楽部（東コース）を大胆に改造したチャールズ・ヒュー・アリソンに強い影響を受けた。
単独の設計としては1936年（昭和11年）に函館ゴルフ倶楽部のコース設計を行なったのが最初とされるが、その後も多くのゴルフ場の設計に携わり、広く知られるものとしては箱根カントリー倶楽部（1954年）や御殿場ゴルフ倶楽部（1971年）などがある。晩年には日本女子プロゴルフ協会名誉会長に就任するなど、女子プロゴルファーの育成にも尽力した。

## 親族
妻の瑞子（木間瀬策三長女）との間に久子、光子。